# Олий Мажлис
Оли́й Мажли́с Респу́блики Узбекиста́н (узб. Oʻzbekiston Respublikasi Oliy Majlisi) — парламент Республики Узбекистан, представительный и законодательный орган государственной власти.
Согласно итогам всенародного конституционного референдума 27 января 2002 года, Олий Мажлис Республики Узбекистан состоит из двух палат — Сенат Олий Мажлиса Республики Узбекистан (верхняя палата) и Законодательная палата Олий Мажлиса Республики Узбекистан (нижняя палата). С момента своего основания в 1994 году и вплоть до референдума, Олий Мажлис Республики Узбекистан являлся однопалатным. Срок полномочий обеих палат составляет пять лет. Предшественником Олий Мажлиса Республики Узбекистан является однопалатный Верховный Совет Узбекской ССР/Республики Узбекистан, который просуществовал с 1938 по 1994 год.

## Нижняя палата
Законодательная палата состоит из 150 депутатов, избираемых в соответствии с законом. Главным лицом в Законодательной палате является Спикер Законодательной палаты Олий Мажлиса. Ныне эту должность занимает новоизбранный Исмоилов Нуриддин Муйдинхонович
Депутатов нижней — 150, из них 135 избирались на прямых всеобщих выборах, 15 мест было зарезервировано для Экологического движения Узбекистана. Порядок деятельности Законодательной палаты определяется Конституцией Республики Узбекистан, Законом «О Законодательной палате Олий Мажлиса Республики Узбекистан» и другими законодательными актами. С выборов 2019—2020 годов места для Экологического движения больше не резервируются.
С ноября 2023 года произошёл переход на смешенную избирательную систему, по которому из 150 депутатов 75 выбираются на всеобщих выборах, а остальные 75 депутатов от одномандатных округов по мажоритарной системе (голосование за кандидата).
На последних выборах 2024 года места распределились следующим образом:
- Либерально-демократическая партия Узбекистана — 53 места
- Демократическая партия «Миллий тикланиш» — 36 мест
- Народно-демократическая партия Узбекистана — 22 мест
- Социал-демократическая партия «Адолат» — 24 места
- Экологическая партия — 15 мест

## Верхняя палата
Сенат является палатой территориального представительства и состоит из 65 сенаторов. Члены Сената Олий Мажлиса избираются в равном количестве — по 4 человек — от Республики Каракалпакстан, областей и города Ташкента путём тайного голосования на соответствующих совместных заседаниях депутатов Жокаргы Кенеса Республики Каракалпакстан, представительных органов государственной власти областей, районов и городов из числа этих депутатов. 9 членов Сената Олий Мажлиса Республики Узбекистан назначаются президентом Республики Узбекистан из числа наиболее авторитетных граждан с большим практическим опытом и особыми заслугами в области науки, искусства, литературы, производства и других сферах государственной и общественной деятельности.
Депутатом Законодательной палаты, а также членом Сената может быть гражданин Республики Узбекистан, достигший ко дню выборов 25 лет.